# 鸣梁海战
鸣梁海战，又称鸣梁大捷，是公元1597年10月26日朝鲜王朝名将李舜臣与入侵的日本豐臣政權在朝鮮半島鸣梁海峡的一场海战。李舜臣将军利用鸣梁海峡的特殊地理特征在此以十二艘板屋船為主力，击退日舰三百三十余艘，创下世界海战史上的一个奇迹。

## 经过
在萬曆朝鮮之役时期屡立战功的朝鲜王朝名将李舜臣因谗言一度入狱。接管朝鲜海军的元均在漆川梁海战中指挥不利，慘败于日本豐臣政權。朝鲜海军几乎全军覆没，元均本人也阵亡。

### 韩方观点
危机时刻，李舜臣被復职。当时朝鲜海军只剩下漆川梁海战后残余的12艘板屋船。由于与日方的兵力相差过于悬殊，舜臣决定在鸣梁海峡与敵人决一死战，曰：“今臣戰船，尙有十二……戰船雖寡，微臣不死，則不敢侮我矣。”
鸣梁海峡是珍岛与大陆之间的狭窄海峡，水流湍急。由於潮汐與海浪的緣故，每隔3个小时鸣梁海峡内的海流方向会发生逆转。海峡仅宽约294米，狭窄到可以在两岸拉钢索。 
10月26日的清晨，一切准备就绪后，李舜臣派出一艘军舰引诱敌军进入事先设好的圈套。在日本軍艦驶入鸣梁海峡时，李舜臣軍早已在对面准备好了。等日舰靠近时，隐蔽在山脚的李舜臣海军对日舰发起猛烈的炮轰。由于日本的舰船是尖底的海船，在湍急的海流中摇晃不定，加之李舜臣海军有山体的遮掩，日軍的炮火无法打中目标。而李舜臣海军使用的是沿岸用的平底船，船身平稳因此炮火命中率高。另外李舜臣在海峡内事先已经拉起了钢索使入侵的日舰处境更加悲惨。入侵的日軍被打得措手不及，將领来岛通总也被击毙。
很快鸣梁海峡的海流开始逆转，日方的战舰开始相互磕磕碰碰，一片混乱。李舜臣趁乱率领海军对日軍展开猛烈攻势。大量的日舰拥挤在狭窄的鸣梁海峡内，成了极其被动的攻击目标。虽然李舜臣只有12只军舰，凭借着地利天时击沉了日軍31艘军舰另有大约92艘被损毁到丧失战斗力。汹涌的海水也使得跳下船的日軍因无法游到岸上而被淹死。此次海战，日軍有8000多人阵亡，而朝鲜王朝阵亡人数只有34人。
李舜臣在鸣梁海峡的胜利，有效地切断了豐臣政權从黄海对稷山之战的供给，使日方最终撤退。

日方觀點

## 影视作品
- 《鳴梁：怒海交鋒》